# 한우상
한우상(韓佑相, 1948년 5월 5일, 경상남도 의령군 가례면 가례리 ~ )은 대한민국의 정치인이다. 제42대 경상남도 의령군수이었다.

## 학력
- 1955.03 ~ 1961.02 가례국민학교 졸업
- 1961.03 ~ 1964.02 의령중학교 졸업
- 1964.03 ~ 1967.02 진해고등학교 졸업
- 마산대학교 유통정과 2년 졸업

## 경력
- 행정사
- 5년 5개월 의령읍 사무소 읍장
- 경상남도 의령군 문화공보실 실장
- 경상남도 의령군 사회과 과장
- 경상남도 의령군 지역경제과 과장
- 경상남도 의령군 재무과 과장
- 2001.12.31 지방서기관 명예퇴임
- 경상남도 의령군 축구연합회 회장
- 의병청년회 명예회장
- 경상남도 생활체육회 이사
- 의령군 월남참전전우회 회장
- 해병전우회 의령군 지회장
- 의령군 생활체육회 이사
- 의령군 게이트 불후원회 회장
- 의령중학교 총동창회 부회장
- 한나라당 경남도당 부위원장
- (사)의병제천위원회 위원장
- 의령중학교 총동창회 회장
- 마산대학교 총동창회 회장
- 2002.07 ~ 2006.06 제42대 경상남도 의령군수

## 수상
- 참전 국가유공자
- 대한민국 근정포장
- 대한민국 재향군인회 대휘장
- 대한민국 재향군인회 공로휘장
- 세계자유민주총연맹 자유장 수상
- 세계평화상 수상

## 역대 선거 결과
|  | 50.26% |

|  | 42.39% |

|  | 31.19% |

| 전임 전원용 | 제42대 경상남도 의령군수(민선) 2002년 7월 1일 ~ 2006년 6월 30일 | 후임 김채용 |